# Real Club de Golf El Prat
El Real Club de Golf El Prat es un club deportivo de golf situado en Tarrasa, Barcelona (España).
Ha ganado tres veces el Campeonato Europeo de Clubes de Golf Masculino y es el que más veces ha conquistado el Campeonato de España Interclubes de Golf Masculino, con 28 campeonatos (1964, 1970, 1971, 1972, 1973, 1976, 1977, 1978, 1980, 1981, 1982, 1983, 1984, 1985, 1986, 1989, 1990, 1992, 1994, 1995, 1997, 1998, 1999, 2001, 2014, 2017, 2018 y 2021).
Ha organizado en diez ocasiones el Open de España.

## Historia
Se fundó como Barcelona Golf Club en 1912 por el conde de Churruca, pasando más tarde a denominarse Golf Club de Pedralbes y añadiendo el distintivo “Real” al nombre unos años después, tras la visita del monarca Alfonso XIII. En 1954 se trasladó al El Prat de Llobregat, a un campo diseñado por Javier Arana que se inauguraría dos años después con el Open de España de 1956, y cambió nuevamente de nombre, al actual Real Club de Golf El Prat.
En 1997 la ampliación del aeropuerto de Barcelona obligó a otro traslado, siendo elegida la finca de Bonvilar, un terreno de 220 hectáreas ubicado en el corredor que une las 13.000 hectáreas del Parque natural de San Lorenzo del Munt y del Obac con el Parque natural de Collserola, donde se construyeron 45 hoyos, con dos recorridos de 18 hoyos y otro de 9 (El Vallés, par 36), diseñados por Greg Norman.